# Palacio del Liceo (Tudela)
El Palacio del Liceo, o Casa de los Montesa, de Tudela (Navarra) era un palacio, hoy desaparecido, que se situaba en la Calle de San Nicolás del Casco Antiguo de la ciudad. Era una vieja casona del siglo XVI residencia de los Marqueses de Montesa. 

## Descripción general
El Palacio del Liceo tenía un zócalo de piedra y una puerta de ingreso de arco ojival con anchas dovelas. Presentaba además un patio con una soberbia escalera. 

## Historia y cronología de construcción
El edificio fue construido probablemente en 1550. Fue derribado en 1964.